# Blood on the Tracks
Blood on the Tracks – 15. studyjny album Boba Dylana nagrany we wrześniu i grudniu 1974 r. oraz wydany w styczniu 1975 r.

## Historia i charakter albumu
W lutym 1974 r. zakończyła się koncertowa tura Dylana. Pomiędzy lutym a wrześniem, kiedy rozpoczął nagrywanie Blood on Tracks, jedyny jego nagrany publiczny występ odbył się 9 maja, gdy zaśpiewał kilka piosenek na zorganizowanym przez Phila Ochsa benefisowym koncercie "Przyjaciele Chile" (ang. "Friends of Chile") w celu poparcia prezydenta Salvadora Allende. Był to zarazem najlepiej udokumentowany publiczny występ Dylana całkowicie pijanego.
Latem Dylan rozpoczął pracę na cyklem piosenek i pod koniec lipca zademonstrował 8 lub 9 kompozycji Timowi Drummondowi i Stephenowi Stillsowi. Były to utwory przygotowywane do nowego albumu.
Główną inspiracją Dylana do nagrania tego albumu był nauczyciel malarstwa, 73-letni wówczas, Norman Raeben (syn Szolema Alejchema). Dylan zapisał się do jego klasy i uczęszczał na kurs 5 razy w tygodniu. Raeben traktował wszystkich bardzo indywidualnie. Jego rozmowy z Dylanem dały muzykowi możliwość otwarcia się i znalezienia drogi do nowej "techniki", która pozwoliła mu na nagranie tego albumu i nakręcenie filmu Renaldo and Clara.
Dylan nagrał album w Nowym Jorku w połowie września. Płyta była gotowa do wydania i zaczęto nawet rozpowszechniać promocyjne kopie. Nagle Dylan zadecydował, że nie jest zadowolony z nagrań. Pojechał do Minneapolis i poprosił swojego brata o zebranie jakichś muzyków na sesję nagraniową. I wtedy – to znaczy w grudniu – zostały nagrane nowe wersje "Tangled Up in Blue", "Idiot Wind", "If You See Her, Say Hello", "Lili, Rosemary and the Jack of Hearts" oraz "You’re a Big Girl Now". Mimo iż zarówno Joni Mitchell, jak i Robbie Robertson woleli oryginalne nagrania, Dylan postanowił jednak umieścić pięć nowych wersji.
Dylan wchodząc do studia we wrześniu miał już gotową kolejność utworów. Miał pewne problemy z utworem kończącym płytę i wahał się pomiędzy aktualnym zakończeniem przez "Buckets of Rain" a nagranym na sesji 5 "Up to Me".
Sesja z 16 września uchodzi za najlepszą sesję Dylana w ogóle. Powstało podczas niej sześć utworów, z których dwa były całkowicie gotowe na album: "Tangled Up in Blue" i "If You See Her, Say Hello". Inne nagrane wtedy utwory to "Call Letter Blues". (który razem z dwoma wspomnianymi uprzednio piosenkami ukazał się na The Bootleg Series Volumes 1–3 (Rare & Unreleased) 1961–1991, "Lily, Rosemary and the Jack of Hearts", "Simple Twist of Fate" oraz "You’re a Big Girl Now".
Podczas nagrywania albumu w Nowym Jorku Dylan właściwie nie wykorzystał grupy Deliverance Erica Weissberga (być może zagrali w jednym utworze). Pracował głównie z jej basistą Tonym Brownem, 17 września dodał organistę Paula Griffina. Gdy 17 września odwiedził Dylana Mick Jagger – pili cały czas grając i śpiewając bluesy.
Głównym utworem albumu był "Idiot Wind" i on ulegał największym zmianom i to zarówno muzycznym jak i tekstowym (co czyniło go wyjątkiem, bowiem w żadnym innym utworze Dylan tekstów nie zmienił, nawet w Minnesocie).
Album ten jest zaliczany do najlepszych w dorobku Dylana.
- Album zajął 16 pozycję na liście 500 najlepszych albumów wszech czasów magazynu Rolling Stone[13].

- W zestawieniu Top Ten Reviews album zajął miejsce 2 (na 298 albumów) w roku 1975, miejsce 9 (na 2932 albumy) za lata 70. XX wieku, i miejsce 76 (na 455 795 albumów) w ogóle[14].

## Muzycy
- Bob Dylan[a] – gitara, harmonijka, wokal (sesje 1-5)
- Tony Brown – gitara basowa (sesje 1, 2, 4)
- Charles Brown III[b] – gitara (sesja 1)
- Eric Weissberg – bandżo, gitara (sesja 1)
- Barry Kornfeld – gitara (sesja 1)
- Richard Crooks – perkusja (sesja 1)
- Buddy Cage – elektryczna gitara hawajska (sesja 3)
- Kevin (lub Ken) Odegard – gitara (sesja 7)
- Chris Weber – gitara, gitara 12-strunowa (sesje 6, 7)
- Bill Peterson – gitara basowa (sesje 6, 7)
- Gregg Inhofer – instrumenty klawiszowe (sesje 6, 7)
- Bill Berg – perkusja (sesje 6, 7)
- Billy Preston – gitara basowa
- Paul Griffin – instrumenty klawiszowe (sesje 2, 5)
- Tom McFaul – instrumenty klawiszowe

## Lista utworów
| 1.  | Tangled Up in Blue                        | 5:40  |
|     |                                           |       |
| 2.  | Simple Twist of Fate                      | 4:18  |
|     |                                           |       |
| 3.  | You’re a Big Girl Now                     | 4:36  |
|     |                                           |       |
| 4.  | Idiot Wind                                | 7:45  |
|     |                                           |       |
| 5.  | You're Gonna Make Me Lonesome When You Go | 2:58  |
|     |                                           |       |
| 6.  | Meet Me in the Morning                    | 4:19  |
|     |                                           |       |
| 7.  | Lily, Rosemary and the Jack of Hearts     | 8:50  |
|     |                                           |       |
| 8.  | If You See Her, Say Hello                 | 4:46  |
|     |                                           |       |
| 9.  | Shelter from the Storm                    | 4:59  |
|     |                                           |       |
| 10. | Buckets of Rain                           | 3:29  |
|     |                                           |       |
|     |                                           | 51:40 |
|     |                                           |       |

## Odrzuty
Sesja 1
- Up to Me
- Call Letter Blues

Niepodane są próby i wersje utworów, które znalazły się na płycie

## Sesje nagraniowe
Sesja pierwsza. 16 września – Columbia A & R Recording, Studio A, Nowy Jork, Nowy Jork. Producent – Bob Dylan
1. If You See Her, Say Hello; 2. If You See Her, Say Hello; 3. You’re a Big Girl Now; 4. You’re a Big Girl Now; 5. Simple Twist of Fate w spisie nagrań sesji; 6. Simple Twist of Fate; 7. You’re a Big Girl Now; 8. Up to Me; 9. Lily, Rosemary and the Jack of Hearts; 10. Simple Twist of Fate; 11. Simple Twist of Fate; 12. Simple Twist of Fate; 13. Call Letter Blues; 14. Meet Me in the Morning; 15. Call Letter Blues; 16. Idiot Wind; 17. Idiot Wind; 18. Idiot Wind; 19. Idiot Wind; 20. Idiot Wind; 21. Idiot Wind; 22. You're Gonna Make Me Lonesome When You Go; 23. You're Gonna Make Me Lonesome When You Go; 24. You're Gonna Make Me Lonesome When You Go; 25. You're Gonna Make Me Lonesome When You Go; 26. You're Gonna Make Me Lonesome When You Go; 27. You're Gonna Make Me Lonesome When You Go; 28. You're Gonna Make Me Lonesome When You Go; 29. You're Gonna Make Me Lonesome When You Go; 30. Tangled Up in Blue
Muzycy: W spisie nagrań znajduje się informacja, że piosenka 10 i następne, została nagrana z "zespołem".
W innych piosenkach Dylanowi towarzyszyli:
- Eric Weissberg – gitara
- Tony Brown – gitara basowa
- Richard Crooks – perkusja
- Barry Kornfeld – gitara
- Thomas McFaul – instrumenty klawiszowe
- Charles Brown III – gitara

Sesja druga. 17 września – Columbia A & R Recording, Studio A, Nowy Jork, Nowy Jork. Producent – Bob Dylan
1. You’re a Big Girl Now; 2. You’re a Big Girl Now; 3. Tangled Up in Blue; 4. ? 5. Blues (niekompletny); 6. You're Gonna Make Me Lonesome When You Go; 7. Shelter from the Storm; 8. Shelter from the Storm; 9. Buckets of Rain; 10. Tangled Up in Blue; 11. Buckets of Rain; 12. Shelter from the Storm (wolna wersja); 13. Shelter from the Storm (szybka wersja); 14. Shelter from the Storm; 15. You're Gonna Make Me Lonesome When You Go (wolna wersja); 16. You're Gonna Make Me Lonesome When You Go (szybka wersja)
Muzycy:
- Tony Brown – gitara basowa
- Paul Griffin – organy

Sesja trzecia. 18 września – Columbia A & R Recording, Studio A, Nowy Jork miasto, Nowy Jork. Producent – Bob Dylan
1. Buckets of Rain 2. Buckets of Rain 
Remiksy z poprzedniej sesji.
Być może dokonano także overdubów "Meet Me in the Morning" i "You’re a Big Girl Now".
Muzycy: 
- Buddy Cage – elektryczna gitara hawajska

Sesja czwarta. 19 września – Columbia A & R Recording, Studio A, Nowy Jork, Nowy Jork. Producent – Bob Dylan
1. Up to Me; 2. Up to Me; 3. Buckets of Rain; 4. Buckets of Rain; 5. Buckets of Rain; 6. Buckets of Rain; 7. If You See Her, Say Hello; 8. Up to Me; 9. Up to Me; 10. Up to Me; 11. Meet Me in the Morning; 12. Meet Me in the Morning; 13. Buckets of Rain; 14. Tangled Up in Blue; 15. Tangled Up in Blue; 16. Tangled Up in Blue; 17. Simple Twist of Fate; 18. Simple Twist of Fate; 19. Simple Twist of Fate; 20. Up to Me; 21. Up to Me; 22. Idiot Wind; 23. Idiot Wind; 24. Idiot Wind; 25. Idiot Wind; 26. You’re a Big Girl Now; 27. Meet Me in the Morning; 28. Meet Me in the Morning; 29. Meet Me in the Morning; 30. Meet Me in the Morning; 31. Meet Me in the Morning; 32. Meet Me in the Morning; 33. Tangled Up in Blue; 34. Tangled Up in Blue; 35. Tangled Up in Blue 
Muzycy: 
- Tony Brown – gitara basowa

Sesja piąta. 8 października – Columbia A & R Recording, Studio A, Nowy Jork, Nowy Jork. Producent – Bob Dylan
1. Idiot Wind 
Sesja overdubbingowa podstawowej wersji nagranej 16 września
Piosenka wydana na próbnym tłoczeniu albumu 26 września 1974 r.
Muzycy
- Paul Griffin – organy

Sesja szósta. 27 grudnia – Sound 80 Studios, Minneapolis, Minnesota. Producent – David Zimmerman
1. Idiot Wind 2. You’re a Big Girl Now
Piosenki została wydana na ostatecznej wersji albumu 17 stycznia 1975 r.
Muzycy:
- Greg Inhofer – instrumenty klawiszowe
- Bill Peterson – gitara basowa
- Bill Berg – perkusja
- Chris Weber – gitara

Sesja siódma. 30 grudnia – Sound 80 Studios, Minneapolis, Minnesota. Producent – David Zimmerman
1. Tangled Up in Blue; 2. Lily, Rosemary and the Jack of Hearts; 3. If You See Her, Say Hello
Piosenki zostały wydane na ostatecznej wersji albumu 17 stycznia 1975
Muzycy:
- Greg Inhofer – instrumenty klawiszowe
- Bill Peterson – gitara basowa
- Bill Berg – perkusja
- Chris Weber – gitara
- Peter Ostroushko (?)
- Kevin Odegard – gitara

## Opis płyty
- Producent – Bob Dylan
- Miejsce i data nagrań –

1. sesja: Columbia A & R Studios, Nowy Jork; 16 września 1974 (6)
2. sesja: Columbia A & R Studios, Nowy Jork; 17 września 1974 (5, 9)
3. sesja: Columbia A & R Studios, Nowy Jork; 18 września 1974 (remiksy)
4. sesja: Columbia A & R Studios, Nowy Jork; 19 września 1974 (2, 10)
5. sesja: Columbia A & R Studios, Nowy Jork; 8 października 1974 (overdubbing "Idiot Wind")
6. sesja: Sound 80 Studios, Minneapolis, Minnesota; 27 grudnia 1974 (3, 4)
7. sesja: Sound 80 Studios, Minneapolis, Minnesota; 30 grudnia 1974 (1, 7, 8)

- Inżynier nagrywający – Phil Ramone
- Czas – 51 min. 40 sek.
- Data wydania – 17 stycznia 1975 r.
- Fotografia na okładce – Paul Till
- Ilustracja na tyle okładki – David Oppenheimer
- Kierownictwo artystyczne – Ron Coro
- Tekst we wkładce – Pete Hamill
- Firma nagraniowa – Columbia
- Numer katalogowy – PC 33235

Wznowienie na cd
- Firma nagraniowa – Columbia
- Numer katalogowy – CK 33236
- Rok wznowienia – 1993

## Listy przebojów

### Album
| Rok  | Lista                          | Pozycja |
| ---- | ------------------------------ | ------- |
| 1975 | Billboard USA. Albumy popowe   | 1       |
| 1975 | Melody Maker WB. Albumy popowe | 4       |

### Single
| Rok  | Singel               | Lista                    | Pozycja |
| ---- | -------------------- | ------------------------ | ------- |
| 1975 | "Tangled Up in Blue" | Billboard. Single popowe | 31      |